# Plexus brachialis

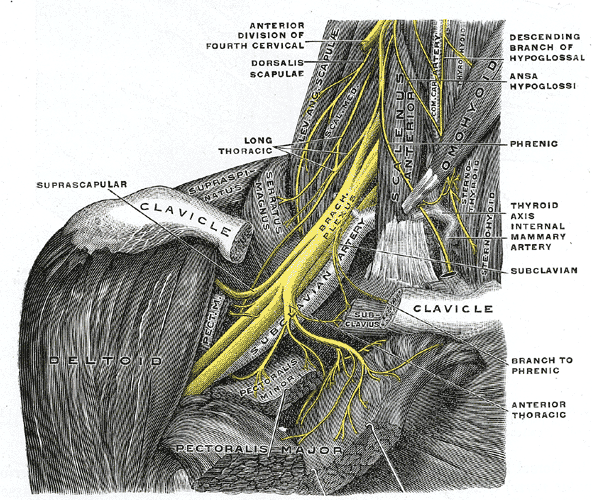
Plexus brachialis i fossa axillaris.
Illustration: Gray's Anatomy, 1918. (PD)

Plexus brachialis (latin: "överarmsflätan") är ett nätverk av nervfibrer i skuldran som sträcker sig från ryggradens femte till sjunde cervikalkotor, C5–C7, samt första thorakalkota, Th1, genom halsen och ut till fossa axillaris i armhålan.
Samtliga armens nerver härstammar från plexus brachialis utom n. intercosto brachialis som försörjer huden i närheten av armhålan.

## Anatomi

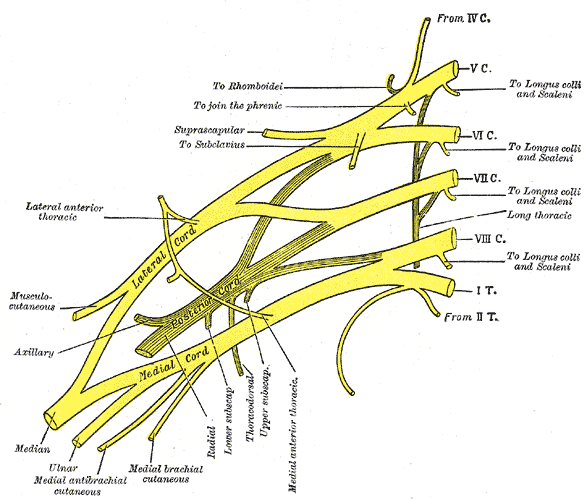
Plexus brachialis, schematisk översikt
Illustration: Gray's Anatomy, 1918. (PD)

När de perifera nerverna bildas i plexus brachialis sker det genom en rad sammanslagningar och delningar av de segmentella grenarna. Sammanslagningar gör att varje muskel innerveras av minst två ryggmärgssegment samtidigt som delningarna gör att varje segment innerverar såväl flexorer som extensorer.

### Supraklavikulära nerver
Plexus brachialis börjar från de fem ryggmärgsnervernas rami ventrales som innan dess har avigivt segment till nackens muskler. Dessa fem rötter passerar ut mellan två halsmuskler: m. scalenus anterior och m. scalenus medius (den så kallade skalenusluckan). 
Rötterna övergår genast i tre stammar (truncii): Rötterna från C5 och C6 bildar truncus superior; C7 övergår i truncus medius; och C8 och T1 i truncus inferior. 
Grenar som plexus brachialis avger ovanför nyckelbenet innerverar de muskler som fäster i skuldergördeln (cingulum membri superioris) och de kallas supraklavikulära nerver. 
| Supraklavikulära nerver | Supraklavikulära nerver | Supraklavikulära nerver                                 |
| Nerv                    | Ryggkotor               | Innervation                                             |
| ----------------------- | ----------------------- | ------------------------------------------------------- |
| N. dorsalis scapulae    | Roten från C5           | Mm. rhomboideus minor och major och m. levator scapulae |
| N. subclavius           | Rötterna från C5 och C6 | M. subclavius                                           |
| N. thoracicus longus    | Rötterna från C5–C7     | M. serratus anterior                                    |
| N. suprascapularis      | Truncus superior        | M. supraspinatus och m. infraspinatus                   |

### Infraklavikulära nerver
| Baksida · Framsida                                                                            | Baksida · Framsida |
| Höger arms kutana nerver och segmentella uppdelning. Illustration: Gray's Anatomy, 1918. (PD) |                    |

Under nyckelbenet delar sig dessa stammar i två grenar, en dorsal (bakre) och en ventral (främre), som löper samman i tre fasciklar ("knippen"): De ventrala grenarna från trunci superior och medius bildar fasciculus lateralis; truncus inferiors ventrala gren bildar fasciculus medialis; och en dorsal gren från vardera stam bildar fasciculus posterior. 
De nerver som härstammar från dessa fasciklar bildar de infraklavikulära nerverna. Nerverna som försörjer armens extensorer kommer alla från fasciculus posterior medan trådarna från medialis och lateralis tillsammans försörjer armens flexorer.
En sista delning i plexus sker då fasciklarna övergår i de perifera nerverna: N. musculocutaneus bildas av fasciculus lateralis; n. medianus bildas av fasciculus lateralis och medialis; n. ulnaris bildas av enbart fasciculus medialis; liksom n. radialis bildas av fasciculus posterior.
| Infraklavikulära nerver                  | Infraklavikulära nerver | Infraklavikulära nerver |
| Nerv                                     | Ursprung                | Innervation |
| ---------------------------------------- | ----------------------- | --- |
| N. pectoralis lateralis (C5–7)           | Fasciculus lateralis    | Mm. pectoralis minor och major |
| N. musculocutaneus (C5–6)                | Fasciculus lateralis    | M. coracobrachialis, m. brachialis, m. biceps brachii                                                                                          |
| N. medianus laterala rot (C5–7)          | Fasciculus lateralis    | Underarmens flexormuskler (utom m. flexor carpi ulnaris) och huden på handens laterala palmarsida.                                             |
| N. subscapularis superior                | Fasciculus posterior    | M. subscapularis |
| n. thoracodorsalis (C6–8)                | Fasciculus posterior    | M. latissimus dorsi |
| N. subscapularis inferior (C5–C6)        | Fasciculus posterior    | M. subscapularis (pars inferior) och m. teres major                                                                                            |
| n. axillaris (C5–6)                      | Fasciculus posterior    | M. deltoideus, m. teres minor |
| n. radialis (C5–T1)                      | Fasciculus posterior    | M. triceps brachii, huden och underarmens extensormuskler på armens baksida.                                                                   |
| N. pectoralis medialis (C8–T1)           | Fasciculus medialis     | Mm. pectoralis minor och major |
| n. medianus mediala rot (C8–T1)          | Fasciculus medialis     | Underarmens flexormuskler (utom m. flexor carpi ulnaris) och huden på handens laterala palmarsida.                                             |
| n. cutaneus brachii medialis (C8–T1)     | Fasciculus medialis     | Huden i armhålan samt armens laterala sida och framsida                                                                                        |
| n. cutaneus antebrachii medialis (C8–T1) | Fasciculus medialis     | Mediala delen av underarmen |
| n. ulnaris (C7–T1)                       | Fasciculus medialis     | M. flexor carpi ulnaris, m. flexor digitorum profondus (medialt), nästan samtliga handens muskler samt huden på handen och fingrarna (medialt) |